# 同济大学附属同济医院

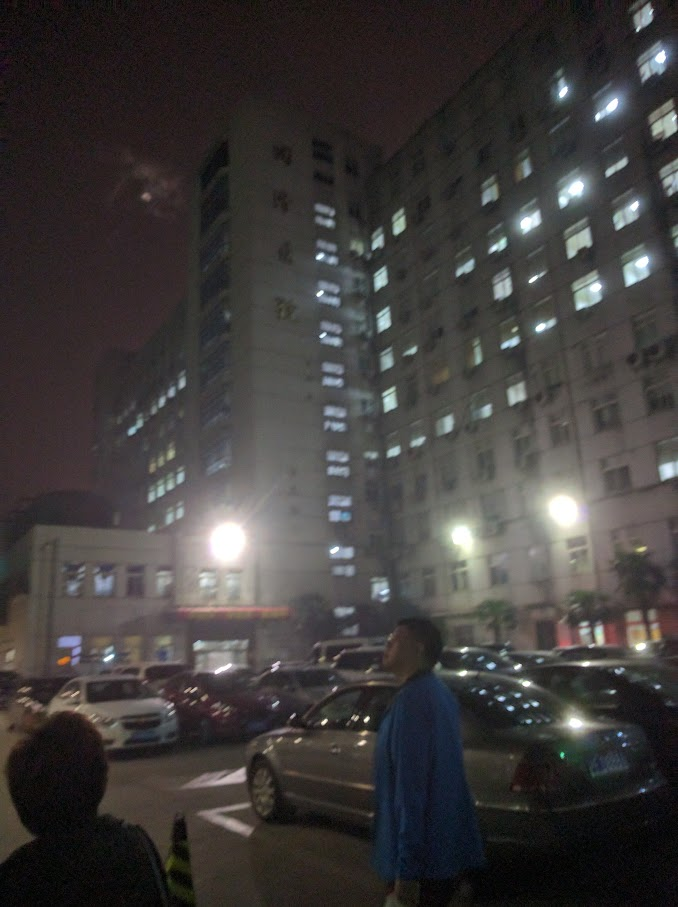
同济大学附属同济医院

同济大学附属同济医院又名上海市同济医院，原名铁道大学医学院附属甘泉医院，是上海市普陀区的一家三級甲等医院。医院地址位于新村路389号，另有大华门诊部位于新沪路950号。

## 歷史
1991年11月医院开始提供医疗服务，当时医院名为甘泉医院，而且是上海铁道医学院附属医院，1995年上海铁道医学院併入上海铁道大学後成為上海铁道大学附屬醫院，並且更名为上海铁道大学附属甘泉医院。同年3月被评为三级甲等医院。2000年上海铁道大学并入同济大学後醫院更名为同济大学附属同济医院。2010年初又更名为上海市同济医院，並且划归上海市人民政府。2023年4月，急诊创伤救治中心成立。2023年10月27日，断指再植中心成立。

## 外部鏈接
- 官方网站